# Ектодермална дисплазија
Ектодермална дисплазија или  ектодерматички поремећај развоја  (акроним ЕД) је група блиско повезаних поремећаја ектодермом кога чине неке од најранијих ћелија пронађених у беби. Спада у групу генетски поремећаја и ретких болести, које су праћене поремећајем у функционалности и структури изведених елемената спољног слоја коже, косе, нокатне плоче, зубе, жлезданог систем (слузокоже, знојних и лојних жлезда). Болест је сложена, и може имати неколико облика. Ектодермална дисплазија је ретка, али сложена болест која се не може излечити. Али правовремена дијагноза и висококвалитетна симптоматска и сложена терапија омогућавају пацијентима да се ослободе болних манифестација, како би осигурали адекватан и пун живот.

## Дефиниције
Дисплазија - је термин који означава промену у односу на уобичајени образац раста. 
Ектодермална дисплазија - је термин који значи да особа има промене у структури делова тела који су се развили из ектодерма у процесу раста фетуса унутар мајке. Сви симптоми почињу да се јављају у зачетку плода и постепено се развијају током живота пацијента, стварајући комплетну клиничку слику током пубертета.

## Назив
Иако је  Thurnam објавио први извештај о пацијенту са ектодермалном дисплазијом 1848. године, тек 1929. године Weech АА је сковао термин -  ектодермална дисплазија  .

## Епидемиологија

### Учесталост
Сједињене Америчке Државе
Учесталост различитих ектодермалних дисплазија у датој популацији је веома варијабилна. Преваленција хипохидротичне ектодермалне дисплазије, најчешћа варијанта, процењује се на 1 случај на 100.000 порођаја.
Глобално
На глобалном нивоу, преваленција ектодермалне дисплазије се процењује на 7 случајева на 10.000 рођених.

### Раса
Ектодермалне дисплазије су најчешће пријављене код белаца, али су примећене и код особа других раса. Хидротична ектодермална дисплазија је пријављена код екстензивне врсте француско-канадског порекла.

### Пол
Х-везана рецесивна хипохидротична ектодермална дисплазија има пуну експресију само код мушкараца. Жене носиоци болести имају већи број оболелих мушкараца, али жене показују мало или нимало знакова стања. Х-везана рецесивна анхидротичка ектодермална дисплазија (ЕДА) са имунодефицијенцијом (ЕДА-ИД) и Х-везани рецесивни синдром остеопетрозе, лимфедема, ЕДА и имунодефицијенције (ОЛ-ЕДА-ИД) се такође виде искључиво код мушкараца. Преостале ектодермалне дисплазије немају сексуалне склоности.

### Старост
Клиничко препознавање ектодермалне дисплазије варира од рођења до детињства у зависности од тежине симптома и препознавања повезаних компликација. Многим пацијентима се дијагностикује тек у детињству, када зубне аномалије, абнормалности ноктију или алопеција постану очигледни.
- Анкилоблефарон, ектодермална дисплазија и синдром расцепа усне/непца  (АЕЦ) се може манифестовати при рођењу као анкилоблефарон у удруженим хроничним ерозијама коже главе.
- Хипохидротична ектодермална дисплазија се може манифестовати као љускање и еритем при рођењу.[6]
- Ектродактилија и синдром расцепа  (ЕЕЦ) и други сродни синдроми ектродактилије (нпр синдром акро-дермато-унгуалног-сузног зуба  обично се препознају при рођењу као резултат карактеристичних деформитета удова.[7]
- Пацијенти са анхидрозом или хипохидрозом могу се појавити у раном детињству са понављајућим епизодама хиперпирексије.

## Етиологија
Ектодермална дисплазија се обично јавља због промене у ДНК појединца. Особа са ектодермалном дисплазијом може бити прва особа у породици која има генетску промену или је промена можда наслеђена од члана породице. Не преносе се све ектодермалне дисплазије у породицама на исти начин.
Ектодермалне дисплазије као група  генетских поремећаја јављају се рано у развоју беба, односно фази ембриона, који се састоји од три типа ћелија:
- ендодерма,
- мезодерма и
- ектодерма, чије ћелије настављају да формирају зубе, косу, нокте и знојне жлезде, као и неколико других врста ћелија.

Ектодермална дисплазија је генетски поремећаји који утичу на развој или функцију зуба, косе, ноктију и знојних жлезда. Идентификовано је више од 180 различитих типова ектодермалне дисплазије. У зависности од одређеног типа (синдрома), ектодермална дисплазија такође може утицати на кожу, очи или уши, слузокожу дисајних путева, развој прстију на рукама и ногама, нерве и друге делове тела.

### Генетика
Ектодермална дисплазија се може класификовати према наслеђивању (аутозомно доминантно, аутозомно рецесивно и Х-везано) или према томе које структуре су захваћене (коса, зуби, нокти и/или знојне жлезде).
Постоји неколико различитих типова са различитим генетским узроцима:
- Hay–Wells  синдром (Rapp–Hodgkin синдром) и Ectrodactyly–ectodermal dysplasia–cleft  синдром који су сви повезани са ТП63.[9]
- Хипохидротична ектодермална дисплазија , код које је анализом утврђена генетске везе између сродника са  аутосомно доминантна хипохидротична ектодермална дисплазијом, мапиран је ген ЕДА3  у проксималном дугом краку хромозома  2 (q11-q13). Обавезне рекомбинације локализују ЕДА3 на приближно 9-cM интервал између D2S1321 и D2S308, без очигледних рекомбинација са маркерима D2S1343, D2S436, D2S293, D2S1894, D2S1784, D2S1890, D2S274, и CHLC.GAAT11C03.[10]
- Ектодермална дисплазија острва Маргарита повезана  са ПВРЛ1.
- Ектодермална дисплазија са крхкошћу коже повезана је са ПКП1.
- Клоустонова хидротична ектодермална дисплазија повезана је са ГЈБ6.
- Naegeli–Franceschetti–Jadassohn синдром/Dermatopathia pigmentosa reticularis, која  је повезан са КРТ14.
- Pachyonychia congenita је узрокована вишеструким кератинима.
- Фокална дермална хипоплазија која је повезана са ПОРЦН геном.
- Ellis–Van Creveld синдром који је повезан са ЕВЦ геном.
- Палмоплантарна ектодермална дисплазија која се односи на неколико различитих стања која селективно утичу на руке и стопала.

## Клиничка слика
Сваки тип обично укључује различиту комбинацију симптома, који могу варирати од благих до тешких, као што су:
- Одсуство или абнормалност раста косе.
- Одсуство или малформација неких или свих зуба.[11]
- Поремећај у развоју многих жлезда, посебно знојних, али и пљувачних (стварају пљувачку), сузних жлезда (стварају сузе), слузокоже и дојке.
- Недостатак способности знојења изазива прегревање.
- Премало производње суза и других заштитних секрета очију. То их може учинити осетљивим, па чак и болним.
- Смањена производња слузи у дисајним путевима, што доводи до инфекција грудног коша и – код оних који су превише често изложени диму или прашини – до хроничног оштећења плућа (емфизем).
- Оштећење или губитак слуха.
- Зачепљење носа због накупљања секрета.
- Честе инфекције због недостатака имуног система и, у неким случајевима, немогућности да се спречи улазак бактерија у тело кроз испуцалу или еродирану кожу.

Мање ефикасна баријерна својства коже, дисајних путева и црева која доводе до инфекција и алергија (нпр. астме, екцема и поленске грознице).
Респираторни проблеми: не само астма и инфекције грудног коша, већ и, код оних који пуше или су изложени прашини, тешки облик хроничне болести грудног коша (може се дијагностиковати као емфизем или као пнеумокониоза).
Одсуство или малформација неких прстију на рукама или ногама.
Расцеп усне и/или непца.
Неправилна пигментација коже.
Поред горе наведених симптома пацијенти погођени  ектодермалном дисплазијом могу имати:
- Осетљивост на светлост.
- Недостатак развоја дојке.
- Психолошки изазови услед промена у физичком изгледу.

## Дијагноза
Када постоје питања о дијагнози, препоручује се стручност генетичара или другог доктора/стоматолога са искуством у ектодермалним дисплазијама.
Важно је напоменути да неће сви појединци погођени ектодермалном дисплазијом имати физичке карактеристике које одговарају опису специфичног синдрома. Сваки болесник је различит јер могу постојати велике варијације у физичком изгледу између једне погођене особе са истом врстом ектодермалне дисплазије чак и унутар исте породице. 
Још увек незнамо све узроке ектодермалне дисплазије и стога је могуће да особа има тип ектодермалне дисплазије који још није описан. Без обзира на то, ектодермалне дисплазије поседују одређене карактеристике, чије разумевање омогућава да се разумеју последице код већине оболелих појединаца што омогућава свима који су укључени у збрињавање да на одговарајући начин одговоре на потребу пацијента.
Дијагноза се поставља на основу: 
- комплетног физичког преглед пацијента како би се идентификовале карактеристичне особине и комплетна клиничка слика болести
- анализа крви
- радиографија грудног коша,
- ултразвук и ЕКГ
- генетско истраживање за идентификацију мутација гена
- тест знојња,
- биопсије коже за испитивање стања знојних жлезда
- испитивање структуре косе пацијента под микроскопом
- рендгенски снимак чељусти да би се утврдило да ли постоје базе зуба или не постоје

На основу спољашњих знакова и лабораторијских истраживања лекар може правилно одредити болест и њен облик и предложити даље мере лечења и превенције болести.

## Диференцијална дијагноза
Анхидротична ектодермална дисплазија се првенствено разликује од хидротичне варијанте болести (Клустонов синдром). Симптоматологија две патологије има много заједничког, али у хидротичном облику знојне жлезде функционишу, стога ксеродерма и хипертермија могу бити одсутне. Такође, треба обратити пажњу на диференцијацију између свих постојећих врста ектодермалне дисплазије и одређених облика ихтиозе.

## Терапија
Како не постоји специфична терапија за болеснике са ектодермалном дисплазијом доступан је само симптоматска терапаија за поједине манифестације синдрома.
Важно је препознати болест у раном добу како би се одмах започело лечење. Ово ће спречити развој комплекација, фобија код бебе и побољшати социјалну адаптацију. Генерално, прописује се сложен и прилично сложен третман, уз учешће специјалиста различитих медицинских струка.

## Посебне потребе
Појединци погођени ектодермалном дисплазијом могу се током живота суочити са посебним потребама, који могу укључивати:
- Ношење протезе у младости са честим прилагођавањима и заменама.
- Уградњу остеоинтегрисаних зубних имплантата.
- Посебну дијету за задовољавање стоматолошких/нутритивних потреба. Пацијент треба да се храни правилно и избалансирано, а у његовој исхрани морају бити присутни и сви неопходни елементи и витамини који не само да помажу да се нормално развија, већ и могу смањити појаву симптома.
- Боравак у климатизованом окружењу, уз пажљиво праћење телесне температуре, и спречавања да се тело пацијента прегреје.[3]
- Примена посебних капи за очи (јер слузокожа ока такође пати од недостатка суза), у борби против дехидрације и спречавања развој очних болести.[3]
- Ношење перике за прикривање недостатка косе и лошег власишта.
- Употребу креме или уређаја за заштиту од директне сунчеве светлости.
- Примену респиратора током напада астма и инфекције дисајних путева.

Ектодермална дисплазија је често праћена смањењем имунитета, па је неопходно пажљиво пратити здравље детета и предузимати све могуће мере за јачање његовог имунског система. Јер само јак имунитет ће помоћи да се избегне појава болести и компликација.

## Прогноза
Прогноза за већину пацијената са ектодермалном дисплазијом је веома добра. Морбидитет и морталитет су повезани са одсуством или дисфункцијом еккриних и мукозних жлезда. Након раног детињства, очекивани животни век се креће од нормалног до благо смањеног.
Ако се хипохидроза препозна у неонаталном периоду и лечи на одговарајући начин, нема доказа да је животни век особе којој је дијагностикован један од уобичајених типова ектодермалне дисплазије краћи од просека. 
Интермитентна хиперпирексија се може јавити код новорођенчади са смањеним знојењем. Стопа морталитета се приближава 30%. Понављајућа висока температура такође може довести до нападаја и неуролошких последица. У таквим условима пацијенти још у раном детињству могу умрети због нарушене терморегулације и појаве секундарне инфекције. Мада болест, по правилу, не утиче на очекивани животни век одраслих пацијената. 
Фарингитис, ринитис, хеилитис и дисфагија могу бити последица смањеног броја функционалних мукозних жлезда у респираторном и гастроинтестиналном тракту.
Код неких ретких типова ектодермална дисплазија може утицати на животни век. На пример, пацијенти са ектодермалном дисплазијом са имунодефицијенцијом су изложени ризику од значајног морбидитета и морталитета у вези са понављајућим инфекцијама и застојем у развоју.
Ако се пацијент придржава прописане терапије, он  ће  моћи да води нормалан живот, упркос патологији његове болести. 
Болест има повољнији ток када пацијент живи у хладним и влажним климатским условима.